# Joseph Knight (horticultor)
Joseph Knight (n. 7 octombrie 1778, Brindle⁠(d), Chorley⁠(d), Anglia, Regatul Marii Britanii – d. 20 iulie 1855, Avon Dassett⁠(d), Stratford-on-Avon, Anglia, Regatul Unit al Marii Britanii și Irlandei), grădinar al lui George Hibbert, a fost unul dintre primii oameni din Anglia care au propagat cu succes plante din familia Proteaceae. Este amintit ca autorul nominal al unei publicații care a provocat una dintre cele mai mari controverse ale botanicii engleze din secolul al XIX-lea. 

## Carieră
Născut în Brindle, Lancashire, Knight a devenit grădinarul-șef al lui George Hibbert, un botanist amator entuziast. Hibbert era captivat de cultivarea proteaceelor și astfel Knight a devenit adept al cultivării și propagării acestor plante. În cele din urmă a decis să scrie o carte despre cultivarea lor, volum publicat în 1809 cu titlul On the cultivation of the plants belonging to the natural order of Proteeae. În ciuda titlului, cartea conține doar 13 pagini despre tehnici de cultivare, dar peste 100 de pagini de revizuire taxonomică. Deși nu este  recunoscut în mod explicit, se știe că la cele 100 de pagini de revizuire a contribuit și Richard Salisbury. În această carte, Salisbury publicat pentru prima dată mai multe nume de plante pe care le-a învățat pe de rost în timpul lecturii cărții On the Proteaceae of Jussieu a lui Robert Brown la Linnean Society of London, în primul trimestru din 1809, care a fost ulterior publicată în martie 1810. Knight și Salisbury l-au întrecut astfel pe Brown în a obține prioritatea pentru numele pe care de fapt le-a descris Brown. Ca urmare, Salisbury a fost acuzat de plagiat, ostracizat în cercurile botanice, iar publicațiile sale au fost în mare măsură ignorate în timpul vieții sale. Deși numele generice publicate de Salisbury au fost aproape în totalitate anulate, multe dintre denumirile specifice au fost reintroduse. Deoarece autorul nominal a fost Knight și nu Salisbury, Knight este acum considerat autor al unui număr mare de specii de Proteaceae.
După pensionare, în jurul anului 1829, Hibbert i-a oferit colecția de plante vii lui Knight și l-a ajutat să înființeze o pepinieră pe King's Road, în Chelsea. Compania comercializa plante inițial sub numele de Royal Exotic Nursery, iar mai târziu, după parteneriatul cu Thomas Aloysius Perry, care s-a căsătorit cu nepoata lui Knight, ca Knight & Perry. Această pepinieră a avut un mare succes, iar în cele din urmă a fost vândută și a devenit una dintre celebrele pepiniere Veitch Nurseries.

## Viață personală
În 1820, Knight s-a căsătorit cu Maria Lorymer. În 1831, el a oferit bani vechii sale parohii din Lancashire, Brindle St Joseph's, pentru construcția unei școli noi. Această clădire este încă în uz ca Sala Parohială. La puțin timp după moartea soției sale, în 1845, Knight a construit un conac, Bitham House, în Avon Dassett, unde a locuit după pensionare, alături de nepoata lui și Perry. La scurt timp înainte de moartea sa, a ctitorit biserica catolică St. Joseph în Avon Dassett. Aceasta a fost sfințită pe 3 iulie 1855, cu doar șaptesprezece zile înainte de moartea lui pe 20 iulie 1855.